# Ylli Manjani
Ylli Manjani ist ein albanischer Jurist und Politiker. Er war von November 2015 bis Januar 2017 Justizminister des Landes und zwischenzeitlich stellvertretender Vorsitzender der Sozialistischen Bewegung für Integration (LSI).
Manjani wuchs in Lezha auf. Er studierte an der Universität Tirana Recht und vertiefte sein Studium daraufhin an den Universitäten Oslo und Leiden mit einer Spezialisierung auf europäisches Recht. Er war daraufhin zeitweise in der OSZE-Vertretung in Tirana tätig. Im Regierungskabinett von Nano wirkte er ab 2002 als Generalsekretär des Ministerrats, bis er im Sommer 2003 zurücktrat.
Nach der Niederlage der PS bei der Parlamentswahl 2009 kritisierte Manjani den Parteivorsitzenden Edi Rama für seine Oppositionspolitik während der politischen Krise im Land 2009 bis 2013, woraufhin er 2011 in die ideologisch ähnliche LSI wechselte. Manjani erhielt dann einen Posten als stellvertretender Minister für Transport und Telekommunikation, da die LSI ab 2009 mit der PD koalierte. Diesen hat er auch nach der Parlamentswahl 2013 behalten können, da die LSI weiterhin an der Regierung beteiligt ist, allerdings unter Führung der PS. Nach dem Rücktritt von Nasip Naço wurde Manjani im November 2015 Justizminister Albaniens. Im Januar kam es zum Bruch zwischen Rama und Manjani, und Petrit Vasili wurde zum neuen Justizminister ernannt. Rama forderte mehr Kooperation mit dem Parlament bei der Umsetzung der Justizreform. Manjani erklärte, er seit entlassen worden, weil er zu offen bezüglich Korruption und Kannabisanbau gesprochen habe.
Manjani ist Autor und Lektor der wissenschaftlichen Werke E Drejta Administrative për Studentët („Verwaltungsrecht für Studenten“) und Komentar për Kodin Zgjedhor të Republikës së Shqipërisë („Kommentar zum Wahlgesetz der Republik Albanien“).